# 木星街

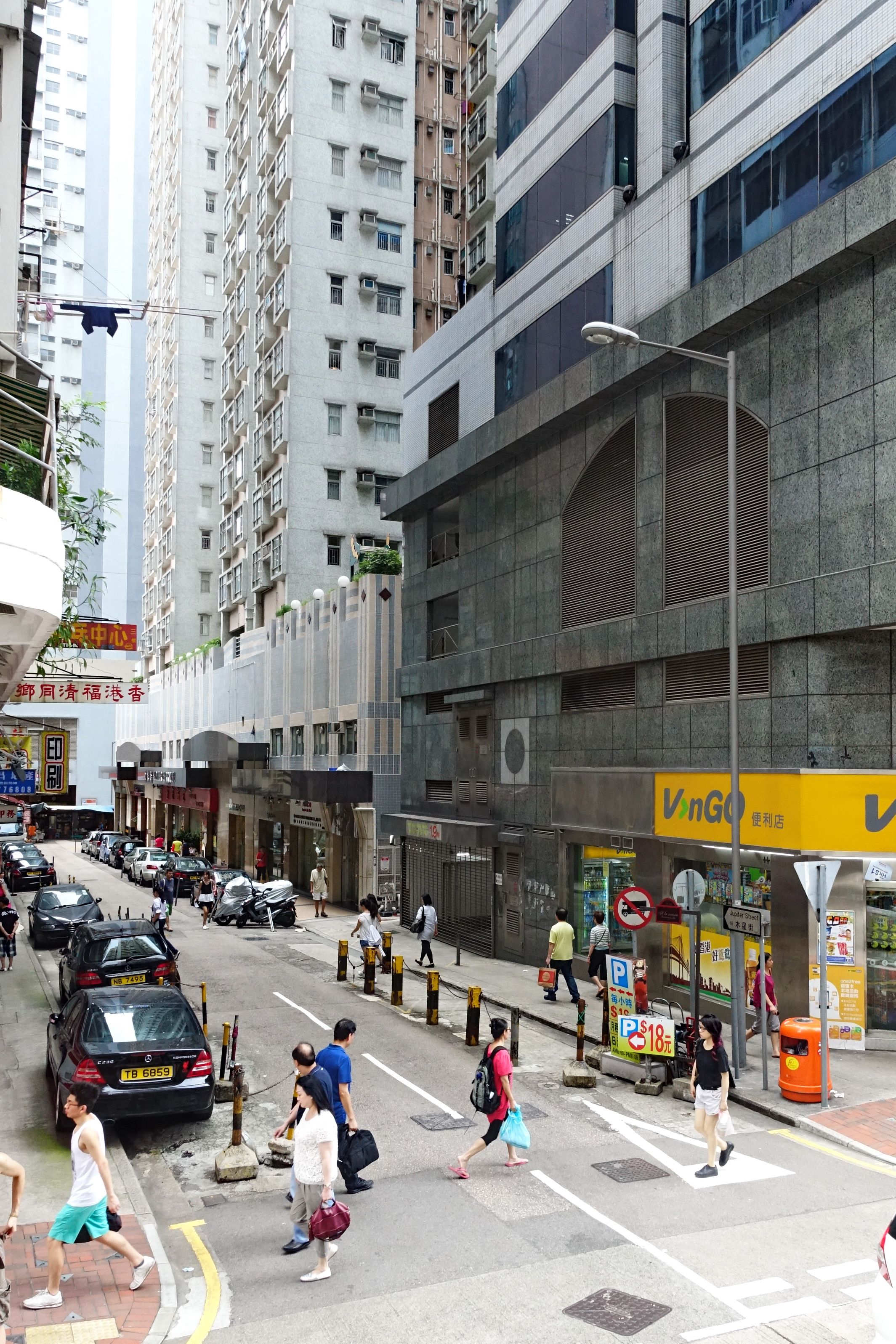
木星街與英皇道的交界

木星街（英語：Jupiter Street）是香港的一條街道，位於香港島銅鑼灣東部俗稱炮台山地區，兩端連接蜆殼街及英皇道。木星街和旁邊的水星街是姐妹街道。